# 蒙古源流
《蒙古源流》是蒙古文编年体通史，共八卷，作者薩冈，成書於清康熙元年（1662年）。
蒙古源流分为前言、正编、后记三部分，以“喇嘛佛教為綱，以各汗徒之世係為緯”，根據《古昔蒙古汗等源流大黃冊》（大黄史）等7種蒙、藏文資料寫成，是研究蒙古史和鄂尔多斯历史的重要史料。其內容主要記載了創世神話、印度及西藏的佛教史、蒙古傳播佛教的歷史、明滿簡史等。
乾隆三十一年（1766年）蒙古喀爾喀部親王成袞扎布將《蒙古源流》的抄本進獻乾隆帝，皇帝下旨譯成滿文，后又译成汉文，定名为《钦定蒙古源流》，收入《四库全书》。满译本错误很多，导致清代的汉译本也有很多的错误。

## 書名
萨冈的史书本名《哈敦·溫都蘇努·額爾德尼因·托卜赤》（“诸汗源流宝史纲”）。作者在跋文中写道：“将名为《诸汗源流宝史纲》的这部……写毕”。但是这句话在满文本和钦定汉文本中翻译错了。
本书的版本众多，一些版本另有题名。例如，成袞扎布家藏本的题名是“承天肇兴诸汗黄金家族白史之书”。蒙古文殿本题名与此略有不同，是ᠡᠨᠡᠳᠺᠡᠭ
 ᠲᠥᠪᠡᠳ
 ᠮᠣᠩᠭᠣᠯ
 ᠬᠠᠳ ‍ᠤᠨ
 ᠴᠠᠭᠠᠨ
 ᠲᠡᠦᠬᠡ
 ᠨᠡᠷᠡᠲᠦ
 ᠲᠤᠭᠤᠵᠢ
（“印度、西藏、蒙古诸汗白史之书”）。满译本作ᡝᠨᡝᡨᡴᡝᡴ
 ᡨᡠᠪᡝᡨ
 ᠮᠣᠩᡤᠣ
 ᡥᠠᠨ
 ᠰᡝᡳ
 ᡩᠠ
 ᠰᡝᡴᡳᠶᡝᠨ ‍ᡳ
 ᠪᡳᡨ᠌ᡥᡝ（转写：Enetkek Tubet Monggo han sei da sekiyen-i bithe，“印度、西藏、蒙古诸汗源流书”），汉译本据此作《额讷特珂克、土伯特、蒙古汗等源流》，简称《蒙古源流》。

## 作者
《蒙古源流》作者薩冈是巴儿速孛罗六世孙。蒙古文殿本和满译、汉译中误作“薩囊”。

## 成书时间
《蒙古源流》清初汉译本中指出，其成书之时“乙丑九宫值年”，也就是康熙二十四年，公元1685年，此后二百余年沿用此说。1956年比利时神父田清波（Antoine Mostaert, 1881－1971）认为其成书于1662年，现在国际上都采用其说，已成定论。近年又有黄明信、申晓亭认为真实成书应是1685年，但乌兰认为黄、申没有正确理解该段蒙古语的含义。

## 错漏
《蒙古源流》根据当时流行的藏傳佛教世界观，采纳印度、西藏和蒙古同祖之说，书中常常将历史事实与佛教传说混淆。《源流》主要的参考资料为《黄史》，所以沿用了其很多错误的说法。在记录元朝灭亡后的蒙古大汗时，与《蒙古黄金史》和善巴《阿萨拉格齐史》相比，隐匿或篡改非忽必烈一系的可汗传承，历史研究中有不少疑难问题是之前轻信《蒙古源流》而产生的。且萨冈侧重于其祖漠南蒙古右翼的历史，对左翼特别是成吉思汗诸弟“往流”（元代东道诸王，後演变为科尔沁、翁牛特等部）的历史记载存在严重错误。

### 引用
1. ↑  黄明信，申晓亭《蒙古历藏历汉历例说》
2. ↑  宝音德力根. . 蒙古史研究: 131.